# Masacre de Campinas de 2016
La Masacre de Campinas aconteció el 31 de diciembre del 2016, en la ciudad de Campinas, en Brasil. Cuando Sidnei Ramis de Araújo, de 46 años irrumpió en una fiesta de Año Nuevo trepando el muro de la casa y asesinó a 12 personas, todas miembros de una misma familia. El sospechoso tendría relación con sus víctimas .